# ドリマトーン

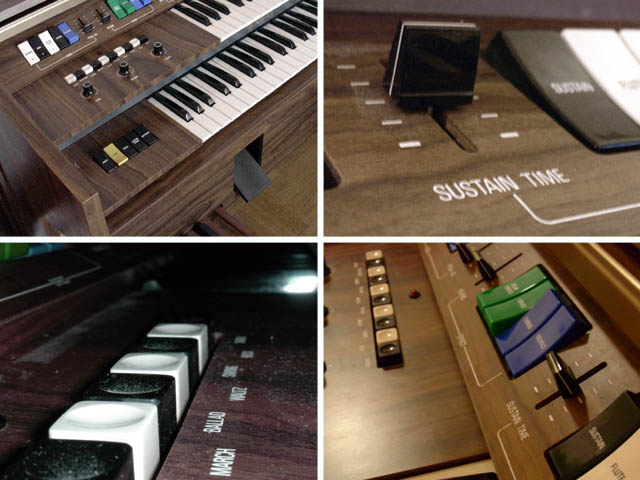
ドリマトーン

ドリマトーン（Dreamatone）とは、河合楽器製作所が販売していた電子オルガンの商標。その開発のアイデアの原点は、パイプオルガン、シアターオルガンに由来している。電子オルガンは、コンボタイプ、チャーチモデルなど演奏される音楽や用途によって分類されているが、ドリマトーンは、オールマイティな用途に対応するホームオルガンというタイプの電子オルガンに該当する。

## 概要
1978年から1979年にかけてカワイ電子オルガンの全機種がモデル・チェンジした事が契機となり、1979年秋に「ドリマトーン」がカワイ電子オルガンの総称となった。
モデルチェンジを果たした時点でのドリマトーンには、演奏会仕様のシアター・モデル・シリーズ、家庭内ユースを主目的としたKE/モア/クラシック・モデルなどのシリーズが存在した。
音源は基本的にエレクトーンと同じくトランジスタを使用したものであるが、上位機種の音色の調整にはエレクトーンのトーンレバーに対してハモンドオルガンと同じようなドローバー（ティビアドローバー）を使用していた。これはデジタル化された後も受け継がれており、最終モデルとなったDTシリーズにも装備されていた。鈴木楽器のハモンドXT-100・XH-200と並ぶ、ドローバーを装備した国産電子オルガンであった。
2016年に全機種の製造を終了した。

## 過去の機種
T-50
シアター・モデル・シリーズはT-3/T-5/T-10/T-30の4機種が市販されたが、それ以前にT-50が開発されている。これは1977年にカワイ創業50年を記念して発表されたもので、オルガニストの秋山雅人が考案/開発に携わっている。メイン鍵盤61鍵×4段、サブ鍵盤37鍵×4段、スピーカー数32、レバー数450という特別仕様の機種で、制作費は1億円。
T-30
T-50の機能を受け継いで1979年秋に市販されたシアター・モデル・シリーズの最上位機種。メイン鍵盤61鍵×3段、サブ鍵盤37鍵×1段。
M-650
T-50やT-30のノウハウを家庭ユースオルガンに転用したモアシリーズの1機種。鍵盤61鍵×2段。
G-600
クラシック・モデル・シリーズの1機種。ストリングアンサンブルの機能や古典音楽に使用される管楽器の音色が搭載され、クラシック音楽の演奏にも対応出来る仕様になっている。
KE-510DX
家庭ユースを目的としたKEシリーズの1機種。鍵盤49鍵×2段。

## 最後期に製造されていた機種
DT9
上鍵盤61鍵＋下鍵盤61鍵＋ペダル鍵盤25鍵のフルスケール機種。
ハモンドオルガンと同じく9本＋9本＋2本のドローバーを備えているが、ハモンドオルガンと違って音の高さ順に並んでいる（5-1/3' が8' の右隣にある）。
その他842音色＋13ドラムキット、多彩なリズム、シーケンサーを搭載。
DT7
上鍵盤49鍵＋下鍵盤61鍵＋ペダル鍵盤20鍵。
下鍵盤のドローバーは6本。その他の機能はDT9とほぼ同じ。
DT5
上鍵盤49鍵＋下鍵盤61鍵＋ペダル鍵盤20鍵。548音色＋13ドラムキット。
ティビア音色は用意されているもののドローバーはない。
DT1
上鍵盤49鍵＋下鍵盤61鍵＋ペダル鍵盤20鍵。211音色。
最廉価版。この機種もドローバーはない。

## 設置されていた公共施設
- 神宮球場　（2000年まで場内の演出に使用されていた。）